# Birstall (Leicestershire)
Pour les articles homonymes, voir Birstall.
Birstall est un village et une paroisse civile du Leicestershire, en Angleterre. Il est situé au nord de l'aire urbaine de Leicester.

## Jumelages
- Rixensart (Belgique)